# دراور

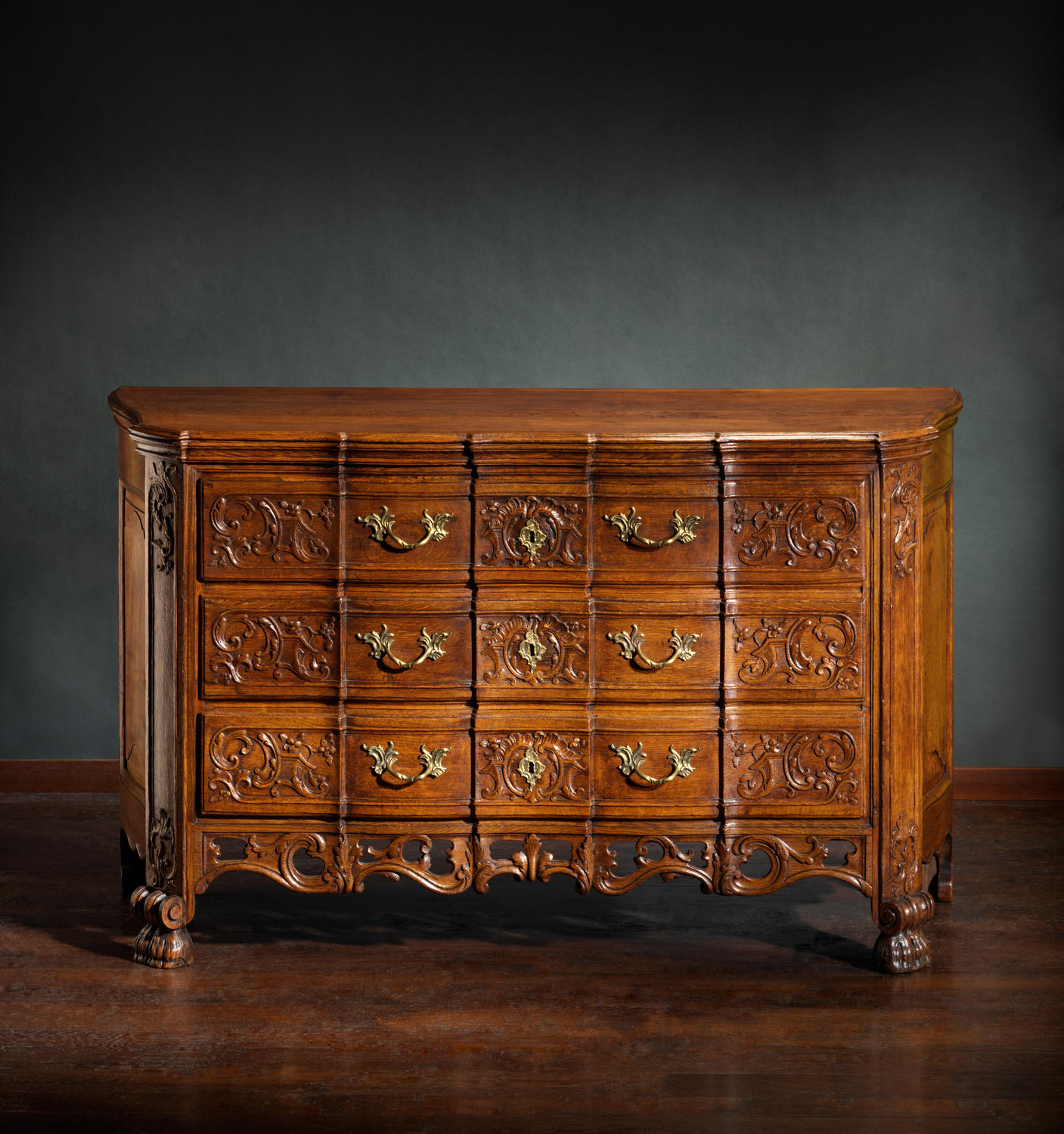
کمد کشودار مربوط به قرن هجدهم، مجموعه بنیاد شاه بودوئن

کمد کشودار ، که (به‌ویژه در انگلیسی آمریکای شمالی ) دراور یا میز تحریر یا به‌طور غیررسمی چستر دراوز  نیز نامیده می‌شود، نوعی کابینت (قطعه‌ای از مبلمان ) است که دارای چندین کشوی موازی و افقی است که معمولاً یکی روی دیگری چیده شده‌اند.
در انگلیسی آمریکایی، دراور به قطعه‌ای از مبلمان گفته می‌شود که معمولاً تا کمر ارتفاع دارد و دارای کشو و معمولاً جایی برای آینه است. در انگلیسی بریتانیایی، دراور یا دراور ولزی در قسمت بالایی خود قفسه‌هایی برای نگهداری یا نمایش ظروف غذاخوری دارد. 
کمدهای کشودار به طور سنتی برای نگهداری لباس ، به خصوص لباس زیر ، جوراب و سایر اقلامی که معمولاً در کمد آویزان یا نگهداری نمی‌شوند، ساخته و استفاده می‌شدند. آنها معمولاً برای این منظور در اتاق خواب قرار می‌گیرند، اما در واقع می‌توانند برای نگهداری هر چیزی که در داخل جا می‌شود و می‌توان آن را در هر جایی از خانه یا مکان دیگری قرار داد، استفاده شوند. اقلام شخصی مختلف نیز اغلب در کمد نگهداری می‌شوند. این کمد سابقه طولانی به عنوان یکی از انبارهای کارگاه نجاری دارد. یک کمد معمولی تقریباً مستطیل شکل است و اغلب دارای پایه‌های کوتاهی در گوشه‌های پایین برای قرار دادن روی زمین است.
کمدهای کشودار اغلب در انواع ۵، ۶ و ۷ کشو عرضه می‌شوند که یا یک کشوی بالایی تکی یا دو کشو دارند. کمد نشان داده شده در این بخش به عنوان «کمد روی ۲» توصیف می‌شود، اصطلاح دوم از این واقعیت گرفته شده است که زمانی به صورت دو قطعه جداشونده ساخته می‌شد. آنها معمولاً از چوب ساخته می‌شوند، مانند بسیاری از انواع دیگر مبلمان، اما البته می‌توانند از مواد دیگری نیز ساخته شوند. با بیرون کشیدن آنها از قسمت جلویی می‌توان به داخل کشوها دسترسی پیدا کرد. اغلب طوری قرار می‌گیرند که قسمت پشتی آنها رو به دیوار باشد زیرا دسترسی به پشت ضروری نیست. قسمت‌های جانبی نیز معمولاً به گونه‌ای ساخته می‌شوند که بتوان آنها را در مقابل دیوار یا در گوشه قرار داد. اگرچه می‌توانند ظاهری ساده داشته باشند، اما کمدهای کشودار می‌توانند با ظاهری فانتزی یا تزئینی، از جمله پرداخت‌ها و رنگ‌های خارجی مختلف نیز ساخته شوند. به طور سنتی، کشوها روی ریل‌های چوبی صاف به بیرون کشیده می‌شدند. بیشتر کابینت‌های مدرن (مانند کابینت‌های بایگانی ) از کشوهای قفسه‌ای رول‌شونده ، ساخته شده از فلز،  با غلتک استفاده می‌کنند. 
بیشتر کمدهای کشودار به یکی از دو نوع زیر تقسیم می‌شوند: آن‌هایی که تقریباً تا کمر یا تا میز ارتفاع دارند و آن‌هایی که (معمولاً کشوهای بیشتری دارند) تقریباً تا شانه ارتفاع دارند. هر دو نوع معمولاً دارای یک سطح صاف در بالا هستند. کمدهای کمردار اغلب دارای یک آینه عمودی در بالا هستند که اغلب همراه با آن خریداری می‌شود. در حالی که کاربر در حال لباس پوشیدن یا آماده‌سازی خود برای آرایش است، می‌تواند برای بررسی ظاهر خود در آینه نگاه کند.

## نگارخانه

نمونه‌هایی از کمدهای کشودار
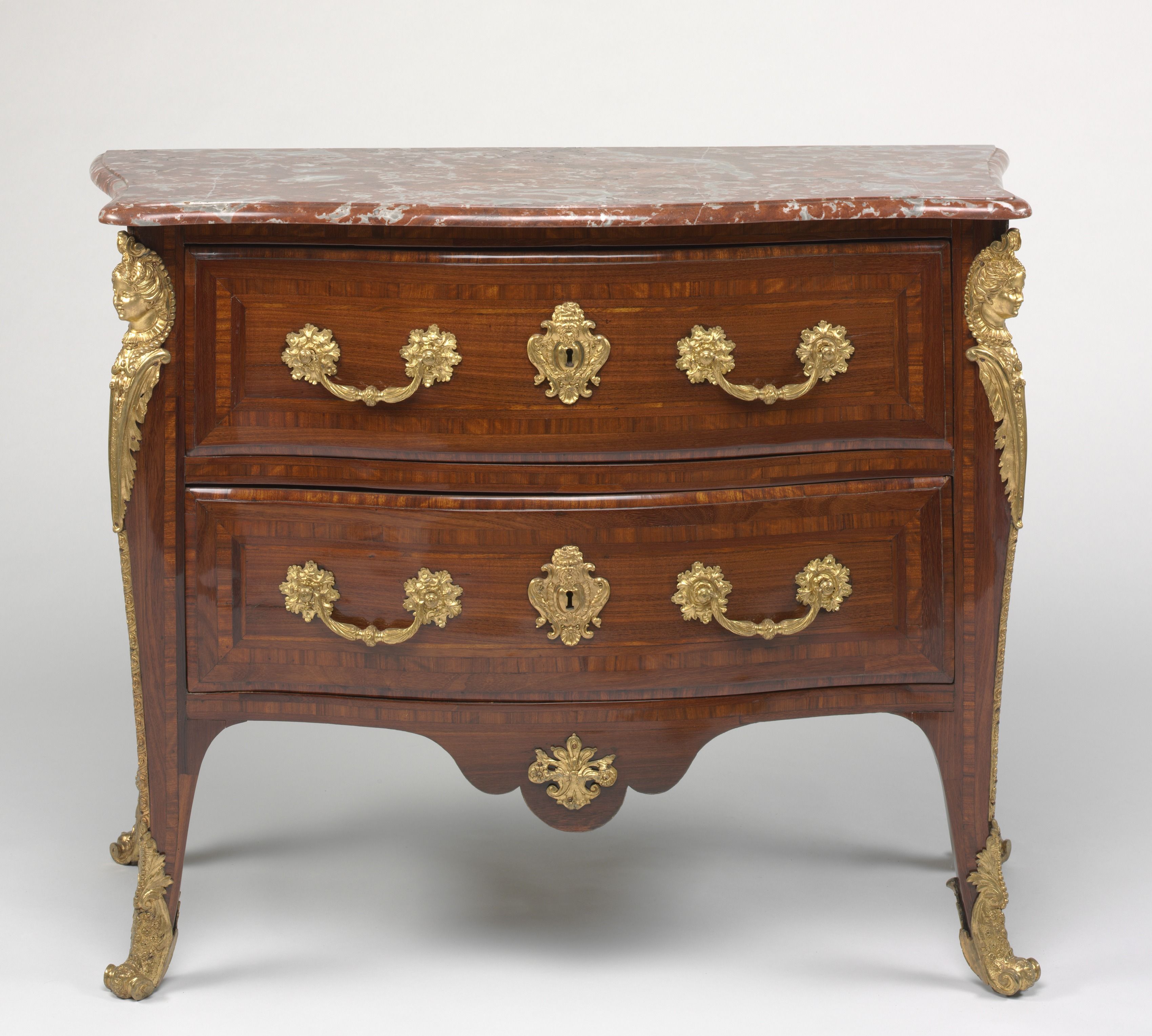
کمد کشودار، حدود ۱۷۲۰، کینگ‌وود با پایه‌های فلزی طلاکاری شده و سنگ مرمر، موزه هنر کلیولند
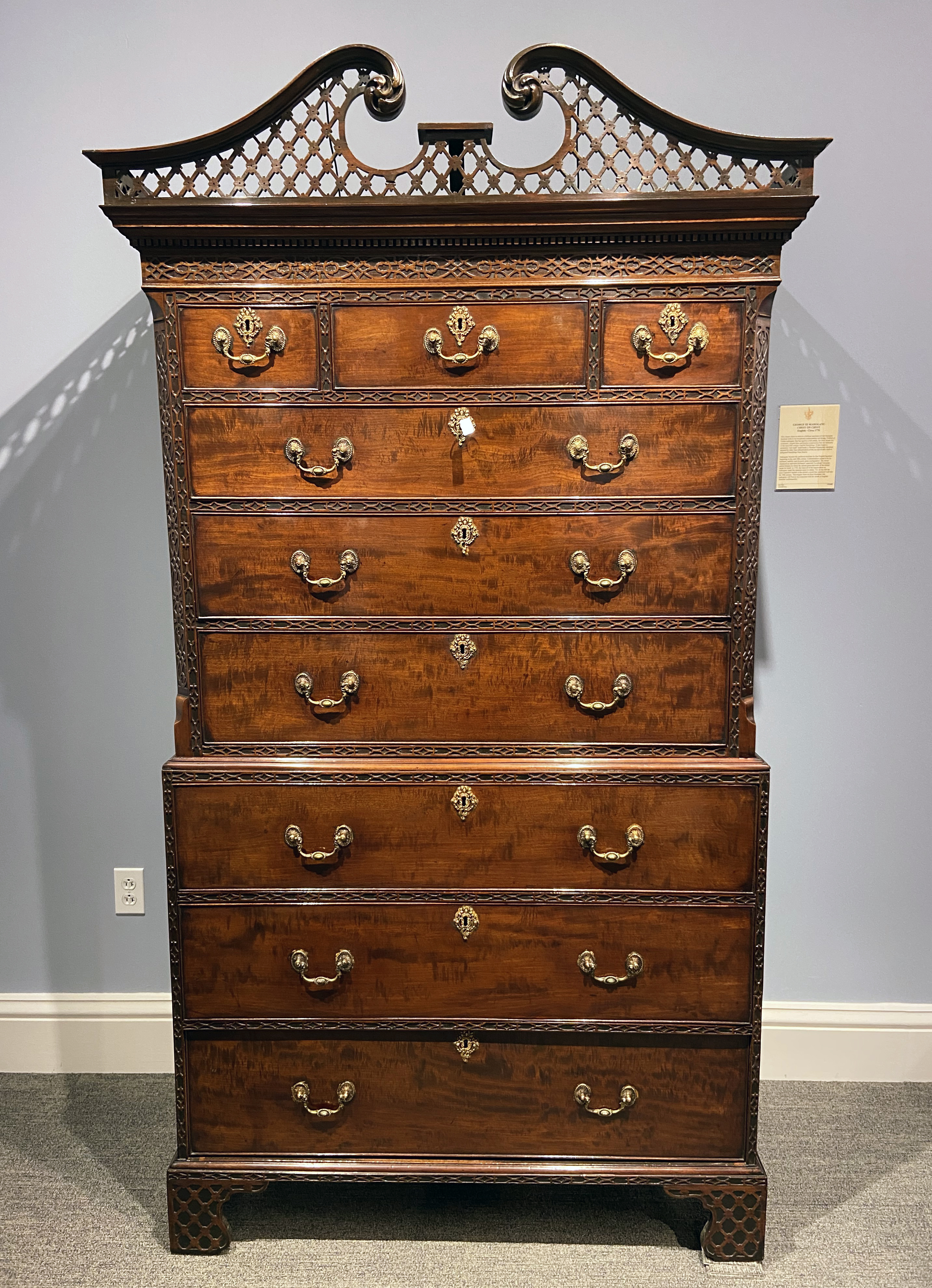
سینه روی سینه از جنس چوب ماهون به سبک چیپندیل، جورج سوم، حدود سال ۱۷۷۰
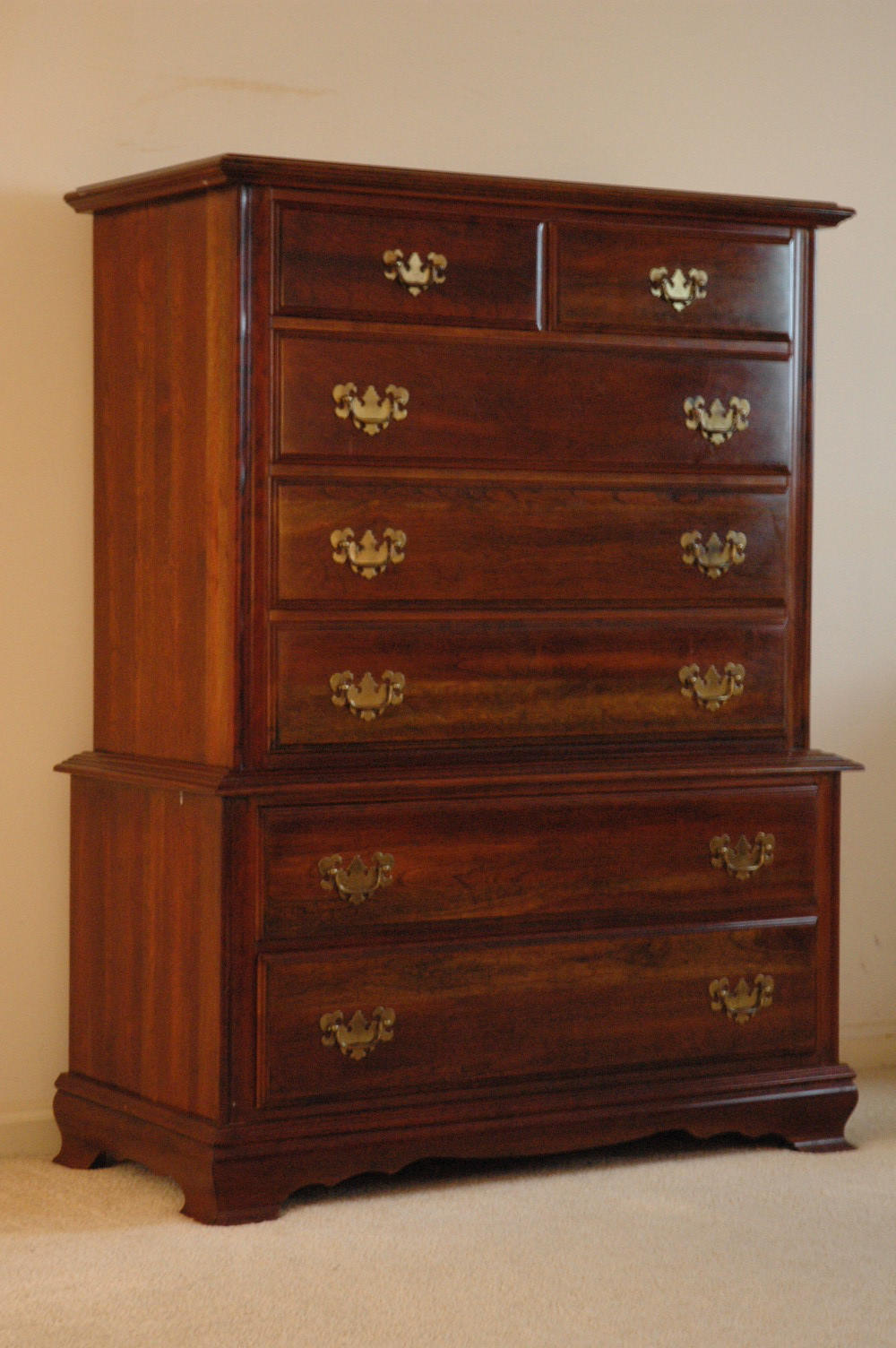
کمد روی کمد، مشتقی از کمد کشودار ساده‌تر